# Mikkel Aagaard
Mikkel Holm Aagaard (født 26. november 1979 i København) er en tidligere dansk håndboldspiller der indstillede karrieren i april 2010. Han har spillet på Danmarks håndboldlandshold og var med på holdet der vandt EM i Norge 2008.
Mikkel Aagaard har spillet i en lang række klubber, siden han startede sin karriere i FIF. Han har blandt andet spillet i Virum, Team Helsinge, Bjerringbro FH, Viborg HK og Skjern Håndbold samt i Torrevieja, Bidasoa Irun og Portland San Antonio i Spanien. Han sluttede sin klubkarriere i MT Melsungen i den tyske bundesliga.
Han var med på de talentfulde årgange, der på danske ungdomslandshold i slutningen af 1990'erne dominerede de internationale mesterskaber, og Mikkel Aagaard har guldmedaljer fra Y-EM, U-EM og U-VM. Han fik A-landsholdsdebut i 2000. Han vandt bronze og guld ved EM i håndbold 2006 og 2008 og nåede 59 kampe inden han selv meldte fra pga. en skade, der gjorde han ikke kunne spille håndbold på professionelt plan længere.